# Jean-Pierre Duport
Jean-Pierre Duport (Parigi, 27 novembre 1741 – Parigi, 31 dicembre 1818) è stato un violoncellista e compositore francese.
È fra i principali violoncellisti francesi del XIX secolo insieme al fratello Jean-Louis Duport e con lui studente di Martin Berteau. Fu proprietario dello Stradivari Duport, che da lui prende il nome.